# Palaeotrionyx
Palaeotrionyx era un chelone criptodiro della famiglia dei Trionichidi, vissuto in America settentrionale (regioni occidentali) nel Paleocene, che poteva raggiungere una lunghezza di 45 cm.
Forma estinta d'acqua dolce, questo animale era un criptodiro specializzato. Diversamente da altre forme affini, aveva un lungo collo mobile, 3 dita in ogni arto, corazza ricoperta di pelle (e non di piastre cornee). Probabilmente era simile, per l'aspetto e le modalità di vita, ai suoi «cugini» viventi del genere Trionyx, dell'Africa e dell'America settentrionale. Come questi era probabilmente onnivoro e utilizzava il becco tagliente per brucare vegetali acquatici o catturare insetti, molluschi, gamberi e piccoli pesci.